# Mincovna Kremnica
Mincovňa Kremnica, štátny podnik (do roku 1995 Štátna mincovňa Kremnica, do roku 1988 Štátna mincovňa n. p., do roku 1950 Štátna mincovňa v Kremnici, předtím Československá štátna mincovňa, předtím Mincovňa Republiky československej) je mincovna v Kremnici, dnes státní mincovna Slovenska. Je to jeden z nejstarších dodnes existujících podniků a nejstarší dodnes existující mincovna na světě. Kremnica získala privilegium na provozování mincovny 17. listopadu 1328 od uherského krále Karla I. Roberta z Anjou.
První ražené mince byly stříbrné uherské groše a později byly ražené aj zlaté mince podle vzoru mincí z Florencie a nazývaly se florény. Brzy se jim začalo říkat dukáty.
Kremnická mincovna razí mince i pro jiné státy světa. V roce 2008 začala razit slovenské euromince.